# Temperakvartetten
Temperakvartetten är en finländsk stråkkvartett som grundades 1997 av fyra kvinnliga elever vid Sibelius-Akademin i Helsingfors. 
Medlemmarna i Temperakvartetten bedrev fortsatta studier vid Royal College of Music i London 1998–1999 och framträdde som "Rising stars" vid en turné arrangerad av European Concert Hall Organisation 2000–2001. År 2001 utsågs Temperakvartetten till Årets unga artist av Finland Festivals. 
Temperakvartetten, vars repertoar sträcker sig över många musikstilar, har förutom på många håll i hemlandet och Europa framträtt i USA och Japan, och spelat in bland annat samtliga verk för stråkkvartett av Jean Sibelius på skiva. År 1999 tilldelades kvartetten Martin Wegelius-stiftelsens hederspris.